# About Time (album de Steve Winwood)
Pour les articles homonymes, voir About Time.
About Time est un album de Steve Winwood sorti en 2003 sur son label Wincraft Music. Il rompt un silence de six ans et  retrouve  la verve de ses premières œuvres avec son groupe Traffic.

## Liste des chansons
| No  | Titre                      | Auteur                               | Durée |
| --- | -------------------------- | ------------------------------------ | ----- |
| 1.  | Different Light            | Steve Winwood                        | 6:37  |
| 2.  | Cigano (For the Gypsies)   | Steve Winwood, José Neto (en)        | 6:21  |
| 3.  | Take It to the Final Hour  | Steve Winwood, Anthony Crawford (en) | 5:36  |
| 4.  | Why Can’t We Live Together | Timmy Thomas                         | 6:39  |
| 5.  | Domingo Morning            | Steve Winwood, José Neto             | 5:06  |
| 6.  | Now That You're Alive      | Steve Winwood, Eugenia Winwood       | 5:29  |
| 7.  | Bully                      | Steve Winwood, Eugenia Winwood       | 5:40  |
| 8.  | Phoenix Rising             | Steve Winwood, William Topley (en)   | 7:26  |
| 9.  | Horizon                    | Steve Winwood, Eugenia Winwood       | 4:31  |
| 10. | Walking On                 | Steve Winwood, Anthony Crawford      | 4:55  |
| 11. | Silvia (Who Is She ?)      | Steve Winwood, José Neto             | 11:28 |

### Réédition
Un double CD a été réédité en 2005 et 2008, le deuxième CD  contenant 2 morceaux live de 2005 et une longue version de Voodoo Chile :
| 1. | Dear Mr. Fantasy (Live)           | Steve Winwood, Jim Capaldi, Chris Wood | 8:07  |
| 2. | Why Can’t We Live Together (Live) | Timmy Thomas                           | 6:35  |
| 3. | Voodoo Chile                      | Jimi Hendrix                           | 14:48 |

## Personnel
- Steve Winwood : chant et orgue Hammond
- José  Neto : guitare
- Walfredo Reyes Jr. : batterie
- Karl Vanden Bossche : congas
- Richard Bailey : timbales
- Karl Denson : saxophone et flûte